# Olavo Rebelo
Olavo Rebelo de Carvalho Filho, mais conhecido como Olavo Rebelo, (Esperantina, 8 de abril de 1954) é um bancário, administrador de empresas e político brasileiro filiado ao PT, outrora deputado estadual pelo Piauí.

## Dados biográficos
Filho de Olavo Rebelo de Carvalho e Meire Fernandes de Carvalho. Bancário, trabalhou no Banco do Nordeste e no Banco do Brasil, ingressando na vida sindical como tesoureiro do Sindicato dos Bancários do Piauí e depois secretário de Organização na Central Única dos Trabalhadores.
Filiado ao PT, foi derrotado ao candidatar-se a deputado federal em 1986. De volta à luta política, foi eleito deputado estadual em 1994 e em 1998 foi reeleito pelo PSB. Durante o segundo governo Mão Santa foi secretário de Programas Especiais e em 2002 foi eleito primeiro suplente de deputado estadual pelo PCdoB. Graças ao fato que o governador Wellington Dias nomeou Antônio José Medeiros como secretário de Educação, Olavo Rebelo pôde exercer o mandato. Derrotado ao disputar a prefeitura de Esperantina em 2004, foi reeleito deputado estadual pelo PT em 2006, mas renunciou no ano seguinte ao ser eleito para o Tribunal de Contas do Piauí, corte da qual assumiu a presidência em 2016, aposentando-se do referido tribunal em 27 de dezembro de 2022.